# FEE (Band)
FEE ist eine Band der Neuen Deutschen Welle aus Braunschweig. Ihr 1981 erschienenes Debütalbum Notaufnahme (u. a. mit den Songs Amerika und Mach dich lieber anders tot) verkaufte sich weit über 150.000 Mal. Die Zeitschrift MUSIKER attestierte Fee in ihrer damaligen Kritik der Platte „handfesten Rock gepaart mit einem Schuss Latin, eine Prise Funk und einem Hauch Jazz.“

## Vor FEE
FEE ging 1979 durch Umbenennung und Änderungen in der Besetzung aus der 1970 gegründeten Band Holde Fee hervor. Holde Fee spielte unter anderem als Vorband von Aerosmith im Congress Centrum in Hamburg (CCH).

## Ab 1979
Die Mitglieder  von FEE waren: Martina Knorr (Gesang, ab 1982), Marlies Borcherding (Gesang auf dem ersten Album Notaufnahme), Andreas Becker (Gitarre), Lothar Brandes (Keyboard), Thomas Ruhstorfer (Gesang), Gerhard Reulecke (Bass), Reinhard Lewitzki (Schlagzeug).

## FEE ab 2018
Der Sänger und Komponist Tom Ruhstorfer war bis zu seinem Ruhestand im Jahr 2018 Geschäftsführer der Landesmusikakademie Niedersachsen gGmbH in Wolfenbüttel. Dort arbeitete auch Gerd Reulecke in der technischen Betreuung der Gebäude (Hausmeister). Der Musikpädagoge Lothar Brandes arbeitet heute in Hamburg als Werbemusiker. Der Gitarrist Andreas Becker spielte zwischen 1989 und 2004  in der Band von Peter Maffay und komponierte auch Lieder für Maffay. Reinhard (Ralli) Lewitzki trommelt noch heute in verschiedenen Bands (u. a. Hawkids, Cocker Cover Crew, Salzgitter Allstars), leitete nach FEE die Popularmusik-Abteilung der Musikschule Salzgitter und organisiert das internationale Drummer-Meeting in Salzgitter, bei dem sich alljährlich weltbekannte Band- und Studioschlagzeuger die Klinke in die Hand geben.
Am 24. Januar 2018 starteten FEE ihre „Schweine im Weltraum Tour“ im Bremer Lagerhaus und gastiertem im Februar 2018 in Göttingen und Kiel, sowie Oktober 2019  in Barsinghausen und im November in Wolfenbüttel und im Logo in Hamburg.
Tom Ruhstorfer starb am 4. November 2021, Andreas Becker im Juli 2023.

## Diskographie
FEE veröffentlichte folgende Alben:
- Notaufnahme, 1981, Single: Amerika
- Rezeptfrei, 1982 Singles: Schweine im Weltraum (dieses Stück wurde aufgrund der Wortwahl im Radio nicht gespielt) und Frankfurt, Frankfurt
- SchizoFEEnie, 1983
- Große Taten, Krumme Dinger, 1985. Singles: Wahnsinn, CIA, Harte Männer Weinen Nicht

Außerdem gab es 1987 noch eine Single mit dem Titel Du musst zur Bundeswehr (Cover-Version des Titels In the Army Now). Mitte der 1990er Jahre erschien auf dem kleinen Braunschweiger Label Remember Records eine Best-Of-CD mit zwei neuen Liedern.
2017 erschien auf dem Indie-Label mit Live: 23. April 1992 Atlantis Braunschweig ein Best-of-Album in einer Auflage von 1.000 CDs.